# Мартиненко Іван Іванович
Мартиненко Іван Іванович (*1943[джерело?]) — український геолог, дійсний член Академії технологічних наук України, кандидат технічних наук.

## Біографія
У 1959 році закінчив Андріяшівську середню школу[джерело?]? 1964 року — Київський геологорозвідувальний технікум (1964), Таджицький державний університет.  
Перший заступник голови Правління Спілки буровиків України, заступник головного редактора журналу «Буріння». 

Начальник Головного управління науки і технологій Держкомгеології України.

Голова Правління Науково-технічного геологічного товариства України. 
Заступник начальника Управління геології нафти, газу, рудних і нерудних корисних копалин Державної геологічної служби Мінприроди України.

## Нагороди і відзнаки
- Почесний розвідник надр,
- Медаль В. І. Лучицького,
- Медаль Л. І. Лутугіна,
- Золотий знак та медаль І ступення Спілки геологів України.

## Наукові праці
Автор понад 80 наукових праць, винаходів, 7 монографій[джерело?]. Основні праці:
1. Импульсные технологии бурения геологоразведочных скважин.К. УкрГГРИ, 2003, 208 с.
2. Забойные факторы алмазного бурения геологоразведчных скважин, Монография,Д.ЧП "Лира ЛТД", 2006,264с.(в соаторстве),ISBN 966-385-045-X.
3. Тампонаж горных пород при бурении геологоразведочных скважин легкоплавкими материалами — К. : УкрГГРИ, 2007. — 130 с (у співавторс). ISBN 9789667896447 (рос.)